# كوكي (مجلة)
كوكي هي مجلة تناقش نمط حياة الأم الحديث نشرت من عام 2005 حتى نوفمبر 2009 من قِبل كوندي ناست. وفقًا لكوندي ناست، فقد تضمنت المجلة «مزيجًا من الأزياء والديكور المنزلي والسفر والترفيه والصحة لها ولعائلتها.»
وصل ملف تعريف الارتباط للمجلة إلى 500000 تداول. استهدفت المجلة النساء، اللاتي يشكلن 86٪ من قرائهن بمتوسط عمر 36.9 ودخل متوسط دخل الأسرة 82,442 دولار. بدأت المجلة بنشر ستة أعداد في السنة، ووصلت في بض الأحيان إلى عشر مرات سنويًا.
في 5 أكتوبر 2009، أعلنت كوندي ناست أن ملفات تعريف الارتباط لن يتم نشرها بعد الآن وأن الموارد المستخدمة لنشر المجلة سوف تستخدم في أي مكان آخر بالشركة.

## الجوائز والتقدير
تم اختيار مجلة كوكي مجلة السنة من قِبل Ad Age لعام 2007. كما تم ترشيح المجلة لجائزة الرابطة الأمريكية لتحرير المجلات للتميز العام في عام 2007 وعام 2008.

## تحرير المجلة
يقع مكتب التحرير الخاص بملف تعريف الارتباط في مبنى كوند ناست في ميدان 4 تايمز سكوير في مدينة نيويورك في الطابق الثامن.
شغلت بيلار جوزمان منصب رئيس التحرير للمجلة بأكملها. وفي عام، حصلت المجلة على جائزة واحدة من أفضل أربعين شخصية تحت سن الأربعين كإحدى النجوم الصاعدة في نيويورك.